# Socialite
Een socialite is een persoon, meestal een vrouw, die bekend is uit de wereld van glitter en glamour, de society, maar zelf geen, of slechts een onbetekenende carrière heeft in de amusementswereld als zanger/zangeres, acteur/actrice of iets dergelijks. Hij of zij is veelal bekend geworden dankzij familiebanden of connecties met andere beroemdheden en doordat hij of zij met hen vaak in de publiciteit verschijnt.

## Bekende socialites

### Nederland
- Estelle Cruijff (1978)

### Verenigd Koninkrijk
- Violet Trefusis (1894–1972)
- Beau Brummell (1778–1840)
- Daisy, Prinses van Pless (1873–1943)
- Ghislaine Maxwell (1961)

### Verenigde Staten
- Allene Tew (1872-1955)
- Alice Roosevelt Longworth (1884-1980)
- Wallis Simpson (1896–1986)
- Edith Bouvier Beale (1917–2002)
- Kim Kardashian (1980)
- Paris Hilton (1981)

### Brazilië
- Aimée de Heeren (1903–2006)

### Zwitserland
- Tatiana Santo Domingo (1983)